# Bulloughs
Bulloughs was een warenhuis in het Britse Carlisle. Het warenhuis was onder deze naam actief tot 2006.  

## Geschiedenis
Bullough's werd opgericht in 1910 door de familie Bullough en was gevestigd aan Castle Street, tegenover de beroemde kathedraal van Carlisle. Het vijf verdiepingen tellende gebouw werd ontworpen door architect George Dale Oliver en werd al snel bekend als "the store with the London look" vanwege zijn chique uitstraling en uitgebreide assortiment.
Het warenhuis bood een breed scala aan producten, waaronder dames- en herenkleding, huishoudelijke artikelen, en beschikte over een eigen kapsalon en café. Het café was een populaire ontmoetingsplek voor shoppers en droeg bij aan de sociale functie van het warenhuis.
In 2006 werd Bullough's overgenomen door de warenhuisketen Hoopers, die het pand heropende onder de nieuwe naam. Hoopers was destijds een keten van warenhuizen met vestigingen in onder andere Harrogate, Torquay en Wilmslow.

Helaas bleek de overname geen succes. In 2012 werd de vestiging in Carlisle gesloten, met het verlies van 83 banen. De directeur van Hoopers verklaarde dat de winkel niet langer levensvatbaar was in de huidige marktomstandigheden .
1. 1 2  (en) Looking back at city's Bulloughs – the 'store with the London look'. News and Star (15 januari 2021). Geraadpleegd op 9 juni 2025.